# Josef Hoffmann (pittore)

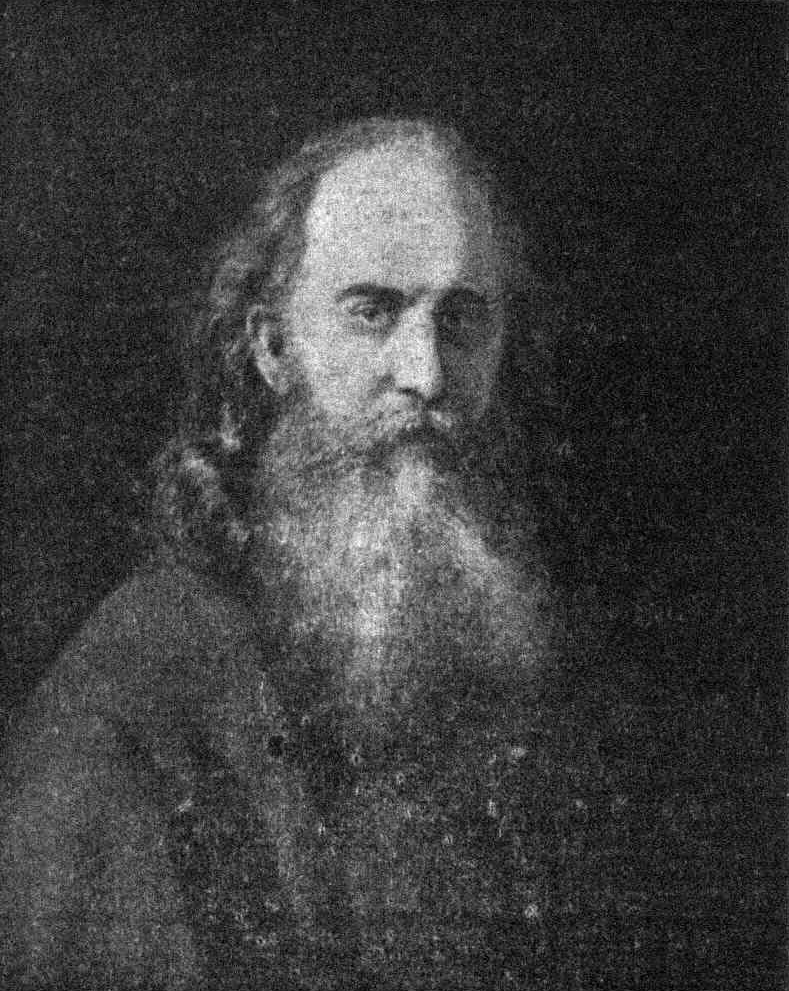
Josef Hoffmann, Autoritratto 1886

Josef Hoffmann (Vienna, 22 luglio 1831 – Vienna, 31 gennaio 1904) è stato un pittore austriaco.

## Biografia
Josef Hoffmann fu attratto fin da bambino dal disegno. All'età di diciotto anni fece un viaggio con un amico di suo padre, in Croazia e in Serbia. Fino al 1852, a Vienna studiò sotto la guida di Carl Rahl, professore all'Accademia di belle arti di Vienna. Nel 1856 riprese a viaggiare e visitò Monaco di Baviera, poi il Tirolo, quindi Venezia, cercando spunti paesaggistici per le sue pitture.

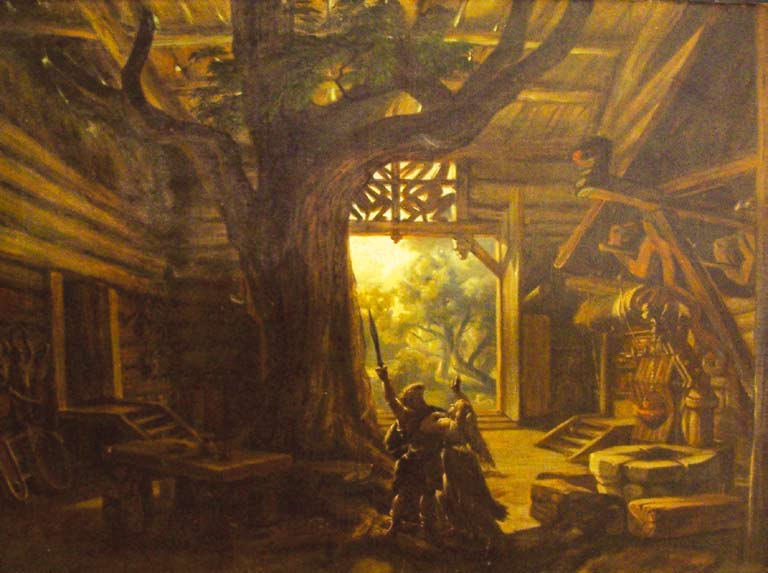
Josef Hoffman, Scena dell'atto finale delle "Valchirie", schizzo ad olio, 1876, Richard Wagner Museum, (Bayreuth)

Nel 1857 si spinse fino in Grecia e nel 1858 si diresse a Roma, dove rimase sei anni. Il paesaggio mediterraneo era per lui il luogo ideale per ambientare soggetti ispirati al mondo dell'antica Grecia: "Resti del santuario della Venere sulla strada dopo Eleusi", "Atene al tempo di Pericle", "Atene, vista dai giardini". Tra le vedute italiane, "Montagne della Sabina con Olevano".
Josef Hoffmann ha sposato la scrittrice Nina Hoffmann-Matscheko (1844-1914), che fu la prima traduttrice e prima biografa in lingua tedesca di Dostoevskij e che fu amica e musa ispiratrice di Gustav Mahler. Nel 1864 Josef Hoffmann tornò a Vienna e nel 1869 dipinse scene teatrali, ispirandosi a rappresentazioni de Il flauto magico, de Il franco cacciatore di Carl Maria von Weber e di Romeo e Giulietta. Decorò ad affresco alcune sale del castello Hernstein, di proprietà di Leopoldo Luigi d'Asburgo-Lorena, che nel 1880 aveva deciso di rinnovarlo e di trasformandolo in residenza di caccia. Gli affreschi sono purtroppo perduti.

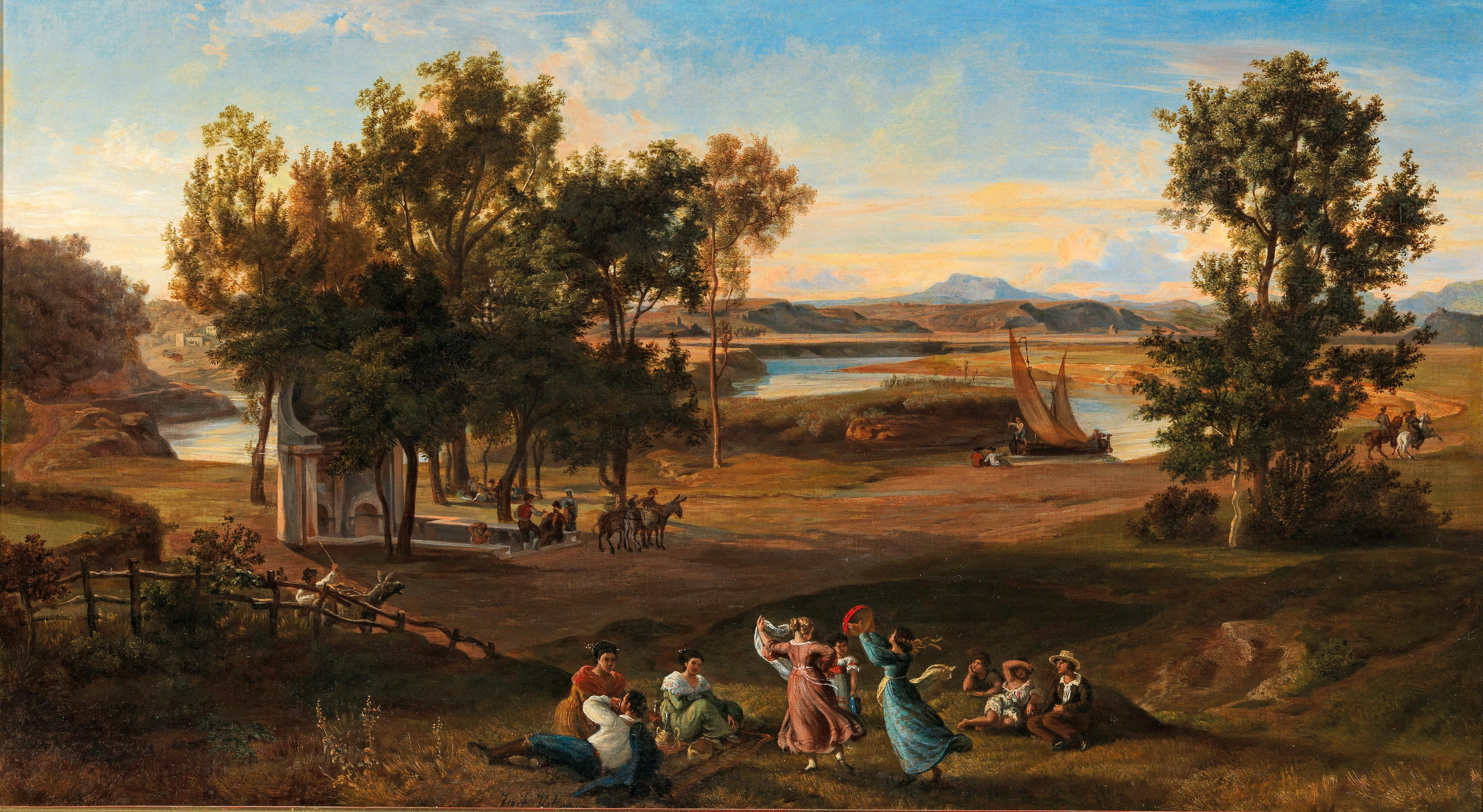
Josef Hoffmann, Paesaggio italiano con tarantella

Josef Hoffmann, per il barone Georg Simon von Sina, realizzò cinque dipinti con figure, calate nella cultura dell'antica Grecia. Nel 1876, durante un festival teatrale, voluto dal re Ludovico II di Baviera, fu rappresentato il ciclo L'anello del Nibelungo. Hoffmann ne trasse spunto per dipingere ad olio vari schizzi, con scene de L'oro del Reno e delle Valchirie. La scelta dei toni del bruno, con effetto monocromatico, doveva suggerire una ripresa fotografica.

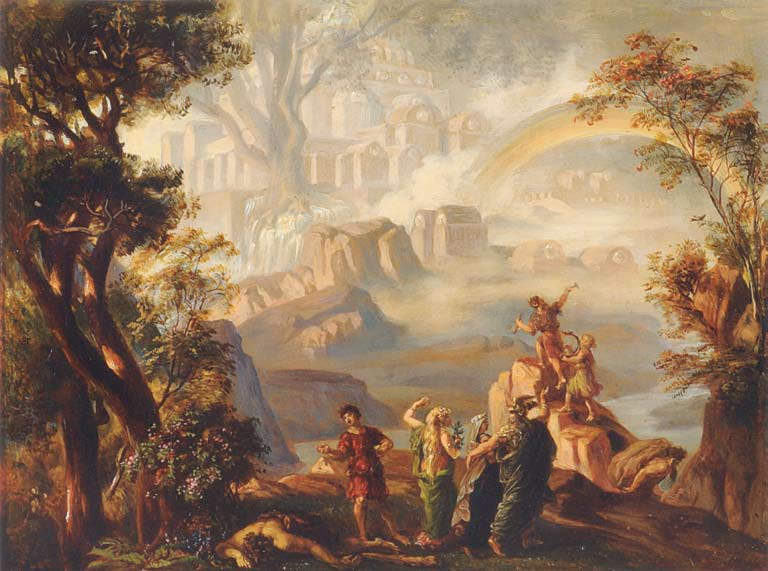
Josef Hoffmann, Scena finale dell"Anello del Nibelungo", schizzo ad olio, 1876, Richard Wagner Museum

Per il Naturhistorische Museum di Vienna dipinse due tele panoramiche della vita sulla terra, in due diverse ere; realizzò due affreschi al Parlamento di Vienna, la cui costruzione iniziò nel 1874 e terminò nel 1883. Un suo Autoritratto è conservato agli Uffizi.

### Altre sue opere
- Corrida, acquarello
- Studio per il World Tour 1893/94 (Paesaggio marino), 1894, acquarello
- Studio per il World Tour 1893/94 (Capanne su palafitte), 1893, acquarello
- Studio per il World Tour 1893/94 (Sulla spiaggia), 1894, acquarello
- Sabina nei pressi di Montorello, olio su tela, 1880 Bayerische Staatsgemäldesammlungen